# Вареник Наталія Володимирівна
Вареник Наталія Володимирівна (нар. 26 березня 1958, Біла Церква, Київська область) — російськомовна українська письменниця, поетеса, журналістка та викладачка. Членкиня Національної спілки письменників України (1989). Голова Білоцерківського товариства «Еллада».

## Біографія
Наталія Володимирівна Вареник народилася 26 березня 1958 року в місті Біла Церква Київської області. Закінчила Літературний інститут імені Максима Горького у Москві 1985 року.

### Кар'єра
Працювала у видавництві «Молода гвардія» (1979–1985), «Освіта» (1986–1988, від 2000), «Комсомольское знамя» (1988–1991). Працювала викладачкою в Білоцерківському аграрному університеті (1995-2000). Від 1998 року є головою Білоцерківського товариства «Еллада».

## Творчість
У доробку мисткині наявна філософська та інтимна лірика, також історична проза.

### Повісті
- «Повернення в Маріуполь» (рос. «Возвращение в Мариуполь»; 2002, «Эллины Украины»)

### Поетичні збірки
- «Хлопчина з моїми очима» (рос. «Мальчишка с моими глазами»; Москва, 1982)
- «Душі не можна одною» (рос. «Душе нельзя одной»; Москва, 1990)
- «Вірші про кохання» (рос. «Стихи о любви»; Біла Церков, 1996)